# تشرنوویتسه (ناحیه بلانسکو)
تشرنوویتسه (به چکی: Černovice) یک منطقهٔ مسکونی در جمهوری چک است که در ناحیه بلانسکو واقع شده‌است. تشرنوویتسه ۳۶۷ نفر جمعیت دارد.